# IDEM
Unter der Bezeichnung IDEM (als Abkürzung „Im Dienste eines Mitmenschen“) agieren seit den 1980er Jahren in Schweizer Spitälern oder Hospizen Einzelhelfer sowie Gruppen (oder Teams) von ehrenamtlichen Freiwilligen. Die Laienhelfer widmen dort einen Teil ihrer Freizeit sozialen Tätigkeiten, die direkt oder indirekt kranken, pflegebedürftigen und sterbenden Patienten zugutekommen.

## Aufgaben
Zu den Aufgaben gehören gemeinhin:
- Empfang und Begleitung beim Spitaleintritt
- Auskunft an Besucher und ambulante sowie neu aufgenommene stationäre Patienten
- Krankenbesuche, Gespräche, Spaziergänge, Spiele, kleine Besorgungen
- Bücherverleih mit einer fahrbaren Patientenbibliothek
- Kaffeeservice für Patienten und Besucher